# Barbara Nessler
Barbara Nessler (nascida a 2 de Março de 1991) é uma política austríaca do Partido Verde. Em 2019 foi eleita membro do Conselho Nacional. De 2018 a 2019, foi membro do conselho municipal de Innsbruck.